# Gomphos
Gomphos elkema ist ein Vorfahr der Kaninchen und Hasen, der vor 55 Millionen Jahren lebte. Fossile Überreste wurden von Forschern um Robert Asher vom Berliner Museum für Naturkunde im Nemegt-Becken der Wüste Gobi (Mongolei) entdeckt.
Wie bei heutigen Kaninchen, die zur Ordnung der Hasenartigen (Lagomorpha) gehören, wuchsen die Nagezähne von Gomphos elkema nach. Gomphos elkema hatte lange Hinterbeine, die ihm ein hoppelndes Fortkommen möglich machten. Eher den heutigen Eichhörnchen (und damit Nagetieren) ähnelt ein längerer Schwanz und die mit Spitzen bewehrten Backenzähne.

## Quelle
- Robert J. Asher et al. Stem Lagomorpha and the Antiquity of Glires. Science 307 (5712), 18. Februar 2005; S. 1091–1094. PMID 15718468, DOI:10.1126/science.1107808